# Phil Rawlins
Phil Rawlins (* 28. Mai 1930 in Glendale, Kalifornien; † 28. Mai 2009 in Santa Clarita) war ein US-amerikanischer Film- und Fernsehschaffender.

## Leben
Rawlins besuchte die North Hollywood High School und anschließend das Pierre College, wo er ein Rodeo-Team aufbaute und es zu Erfolgen führte; er selbst blieb dem Rodeosport bis ins höhere Alter treu und nahm an etwa 40 Wettbewerben pro Jahr teil.
Daneben arbeitete er als Stuntman unter anderem für Clint Eastwood in Tausend Meilen Staub, für Randolph Scott, Robert Ryan und Don Murray. Ab 1961 war er auch auf der anderen Seite der Kamera als Regieassistent und ausführender Produzent, später auch gelegentlich als Regisseur bei Warner Brothers tätig. Ab Mitte der 1970er Jahre kümmerte er sich als Teil des Produktionsteams vermehrt um Filme für die große Leinwand, so bei Star Trek: Der Film und Gremlins. Rawlins starb in Newhall, einem Stadtteil von Santa Clarita.